# ラ・トランペーラ
ラ・トランペーラ（La Trampera）とは、アニバル・トロイロ作曲のミロンガで、タンゴの一曲として紹介されることも多い。

## 概要
1950年発表の作品である。『うそつき女』という意味とされる。
特に、歌詞はついておらず、歌なしで演奏される。
日本の小松亮太らが、この曲を第一曲目としたCDアルバム『ラ・トランペーラ～うそつき女』を、2001年1月にリリースしている。
YouTubeで、いくつか関連動画がアップロードされている。 

## カヴァー
- アニバル・トロイロ楽団
- オスバルド・フレセド楽団
- ミゲル・カロー楽団
- キンテート・レアル
- 小松亮太